# Dézsi Mária
Dézsi Mária, Gáspárné (Nyíregyháza, 1962. április 28. – 2013. április 13.) Európa-bajnoki bronzérmes magyar kosárlabdázó, center.

## Élete
A Nyíregyháza Tanárképző FSE, majd 1982 és 1988 között a DVTK kosárlabdázója volt. 1985 és 1987 között 87 alkalommal szerepelt a válogatottban. Tagja volt az 1985-ös olaszországi Európa-bajnokságon bronzérmet szerzett csapatnak.
Visszavonulása után Kelet-Magyarország napilapnál dolgozott sportújságíróként. 2013. április 13-án hosszú betegség után hunyt el.

## Sikerei, díjai
Magyarország
- Európa-bajnokság
  - bronzérmes.: 1985, Olaszország

 DVTK
- Magyar bajnokság
  - 5.: 1987–88